# 盛岡車両センター
盛岡車両センター（もりおかしゃりょうセンター）は、岩手県盛岡市にある東日本旅客鉄道（JR東日本）の車両基地である。東北本部の管轄となっている。
第三セクター鉄道 IGRいわて銀河鉄道の運輸管理所が併設されている。さらに盛岡駅の南西にSL銀河用のSL検修庫があり、こちらも当センターの管轄下である。
このほか下部組織として、岩手県一関市に一ノ関派出所（旧・一ノ関運輸区検修部門）、青森県八戸市に八戸派出所（旧・八戸運輸区検修部門）、青森県青森市に青森改造基地（旧・青森車両センター→盛岡車両センター青森派出所）が所在する。

## 歴史
- 1951年（昭和26年）4月1日 - 盛岡車電区と盛岡検車区を統合し、盛岡客貨車区発足。
- 1987年（昭和62年）3月1日 - 盛岡客車区に改称[5]。
  - 4月1日 - 国鉄分割民営化により東日本旅客鉄道に移管。
- 2000年（平成12年）4月1日 - 盛岡運転所に改称[6][7]。
- 2002年（平成14年）12月1日 - 東北新幹線八戸開業により701系電車が転入され[8]、電車基地として電車が配置される[2]。
- 2004年（平成16年）4月1日 - 盛岡車両センターに改称[7][9]。
- 2014年（平成26年）1月 - SL検修庫が完成し、供用開始。
- 2016年（平成28年）3月26日 - 青森車両センターを統合し、盛岡車両センター青森派出所とする[7]。
- 2017年（平成29年）4月1日 - 青森派出所の構内にJR東日本テクノロジー青森改造センターを開設[10][11]。
- 2023年（令和5年）
  - 3月18日 - 一ノ関運輸区・八戸運輸区の検修部門移管を受け、それぞれ盛岡車両センター一ノ関派出所、盛岡車両センター八戸派出所となる。
  - 6月1日 - 盛岡支社から東北本部に移管される。
- 2024年（令和6年）2月23日 -  「SL検修庫見学会」を当車両センターのSL検修庫で開催。午前（11:00～12:00）、午後（15:00～16:00）の2回開催。庫内施設の見学、無火状態のC58形239号機の撮影会などを実施。参加には、ネットショップ「JRE MALL」盛岡支社店で事前申込が必要。参加費は各回2,000円[12][13][14]。

## 組織体系

### 青森改造基地
盛岡車両センター青森改造基地（もりおかしゃりょうセンターあおもりかいぞうきち）は、青森県青森市にある車両基地。2016年（平成28年）3月26日に青森車両センターと統合により、盛岡車両センター青森派出所として発足した。青森運転所→青森車両センター時代には485系や583系、E751系、24系などの特急用車両が配置され、特急「つがる」「白鳥」「はつかり」や寝台特急「あけぼの」「日本海」「はくつる」、急行「津軽」などの受け持ちもあった。
2017年（平成29年）4月1日より、車両運用のなくなった当派出の検修庫など車両配置に必要となる設備、整備士などの人員を活用する形で、構内にJR東日本テクノロジー青森改造センターが開設され、首都圏の通勤型電車を中心とした改造工事を施工している。
2022年（令和4年）に車両留置が青森派出所から青森駅構内に変更され、以後はJR東日本テクノロジー青森改造センターに関わる業務（操車・入換や管理業務）のみとなり、青森改造基地として機能が縮小された。

### 一ノ関派出所
2023年（令和5年）3月18日付の組織改正で、一ノ関運輸区の車両検修部門が移管され、盛岡車両センター一ノ関派出所として発足。大船渡線・北上線で使用されるキハ100系などの車両管理を行う。

### 八戸派出所
2023年（令和5年）3月18日付の組織改正で、八戸運輸区の車両検修部門が移管され、盛岡車両センター八戸派出所として発足。大湊線で使用されるキハ100系、八戸線で使用されるキハE130系などの車両管理を行う。

## 配置車両に記される略号
本所は「北モリ」…東北本部を意味する「北」と、盛岡を意味する「モリ」から構成されている。
- なお、盛岡客貨車区→盛岡客車区時代は「盛モカ」と略されていたが、盛岡運転所への改称時（2000年4月1日）に「盛モリ」に改められている[2]。

一ノ関派出所は「北イチ」…東北本部を意味する「北」と、一ノ関を意味する「イチ」から構成される。
八戸派出所は「北ハヘ」…東北本部を意味する「北」と、八戸を意味する「ハヘ」から構成される。

## 配置車両
2024年9月1日現在の所属車両は以下のとおり。
| 所在   | 電車 | 気動車 | 機関車 | 客車 | 貨車 | 合計  |
| ------ | ---- | ------ | ------ | ---- | ---- | ----- |
| 盛岡   | 30両 | 57両   | 3両    | 0両  | 0両  | 90両  |
| 一ノ関 | 0両  | 22両   | 0両    | 0両  | 0両  | 22両  |
| 八戸   | 0両  | 28両   | 0両    | 0両  | 0両  | 28両  |
| 全体   | 30両 | 107両  | 3両    | 0両  | 0両  | 140両 |

### 本所

#### ディーゼル機関車
DD14形ディーゼル機関車（1両）
- 青森車両センターとの統合に伴い転入した1両（310）が配置されている。

DE10形ディーゼル機関車（2両）
- 青森車両センターとの統合に伴い転入した2両（1763,1764）が配置されている。同時に転入した車両のうち2両 （1109, 1536）は2019年に[18]、1両（1761）は2020年に[19]、1両（1122）は2021年に[20]、1両（1762）は2024年8月28日に[16]それぞれ廃車された。
- 青森駅常駐を除く車両が常駐している。盛岡駅や当センターでの入換作業[21]や事業用列車の牽引、救援列車などで運用されている[要出典]。

#### 電車
701系電車（30両）
- 1000番台2両編成15本（30両）が配置されている[2]。東北本線での運用のほか、いわて銀河鉄道線にも入線する。検査等で車両が不足する場合は、仙台車両センター配置車や、IGRいわて銀河鉄道所有のIGR7000系を借り入れて運用することがある。全車2016年度中に機器更新・行先表示のLED化が行われた。

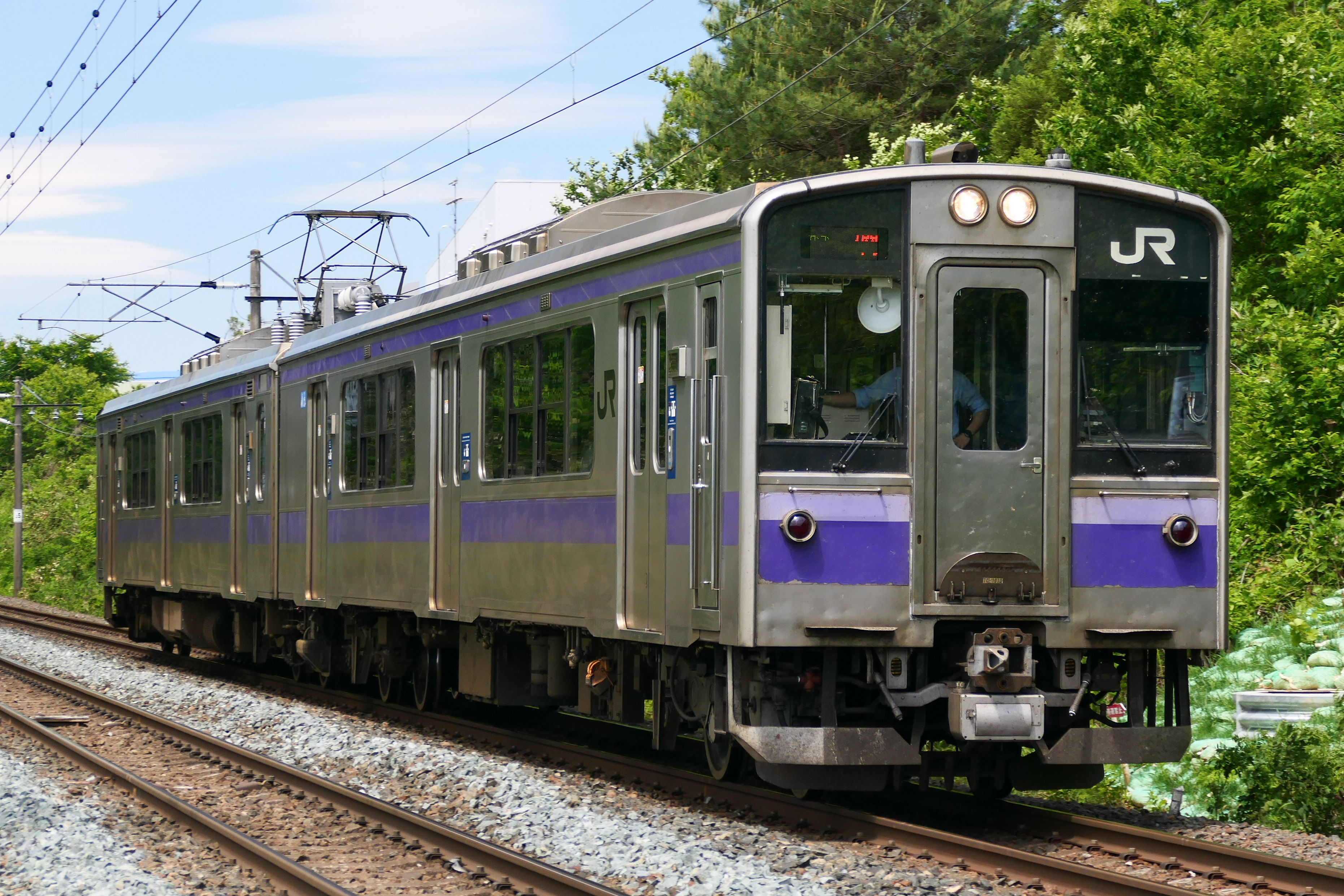
701系1000番台

#### 気動車
キハ100系気動車（16両）
- キハ100形0番台16両が配置されている。
- 東北本線花巻 - 盛岡間と釜石線で運用されている。
- 2011年3月11日の東北地方太平洋沖地震（東日本大震災）までは、山田線宮古 - 釜石間でも運用されていた。津波による脱線で山田線津軽石駅付近を走行していた2両（キハ100-9・12）[22]が廃車となった[23]。
- 山田線での運用がなくなったことで必要両数が減り、一部の車両が大湊線用として八戸運輸区に転出したほか、2016年11月26日付けでキハ100-29が小海線営業所に転属（転出）した[24]。

キハ110系気動車（39両）
- キハ110形0番台5両、100番台12両、キハ111・112形0番台2両編成1本（2両）、100番台2両編成9本（18両）、150番台2両編成1本（2両）、計39両が配置されている。
- 0番台は東北本線花巻 - 日詰 - 盛岡間（日詰以南は快速「はまゆり」のみ）・釜石線の快速「はまゆり」で、100番台・150番台は東北本線・山田線・釜石線（釜石 - 花巻 - 日詰間は快速「はまゆり」の自由席）・花輪線・いわて銀河鉄道線盛岡 - 好摩間で運用されている。かつては山田線宮古 - 釜石間・岩泉線 ・奥羽本線鷹ノ巣 - 弘前間でも運用されていた。
- 花輪線・山田線で運用される100・150番台には衛星携帯電話が設置されている。ただし、キハ110-136 - キハ110-139の4両は水郡線営業所からの転入時点では山田線宮古 - 釜石間の運行で必要な電子閉塞用車載器のみ搭載され、衛星携帯電話およびセラジェット噴射装置は設置されていなかったことから、専ら快速「はまゆり」に運用されていたが、2010年（平成22年）に入ってから衛星携帯電話とセラジェット噴射装置が搭載されたことで運用の制約は解消された。なお、キハ110-118・122の2両は衛星携帯電話・電子閉塞用車載器は搭載しているが、セラジェット噴射装置は搭載されていない。
- 2013年（平成25年）10月から八戸線にデビューしたTohoku Emotion用の改造種車となるキハ111・112形0番台1編成（キハ111-2・キハ112-2）を捻出するため、2007年（平成19年）6月に気仙沼線快速「南三陸」指定席車用として小牛田運輸区に転属したキハ110-4・5の2両が、2013年3月16日のダイヤ改正に伴い同年3月下旬に、盛岡車両センターへ再転入した。この2両は転落防止用幌を再取り付けなどの整備を行なった上で同年5月現在、釜石線快速「はまゆり」の運用に就いている[25][26]。
- 2021年3月29日付でキハ111・112形0番台2両編成1本（キハ111-3・112-3）が小牛田運輸区に転出した[19]。
- 2010年12月より、側面行先表示器を字幕式からLED式に順次改造され現在は全車完了している。

HB-E300系（2両）
- 「ひなび(陽旅)」に使用される片運転台車2両編成1本が配置されている。元は「リゾートあすなろ」として、津軽・大湊・八戸・青い森鉄道線の各線を中心に臨時快速列車として運用されていたが、2023年9月27日に「ひなび」へ改造され、八戸派出所から転入した。

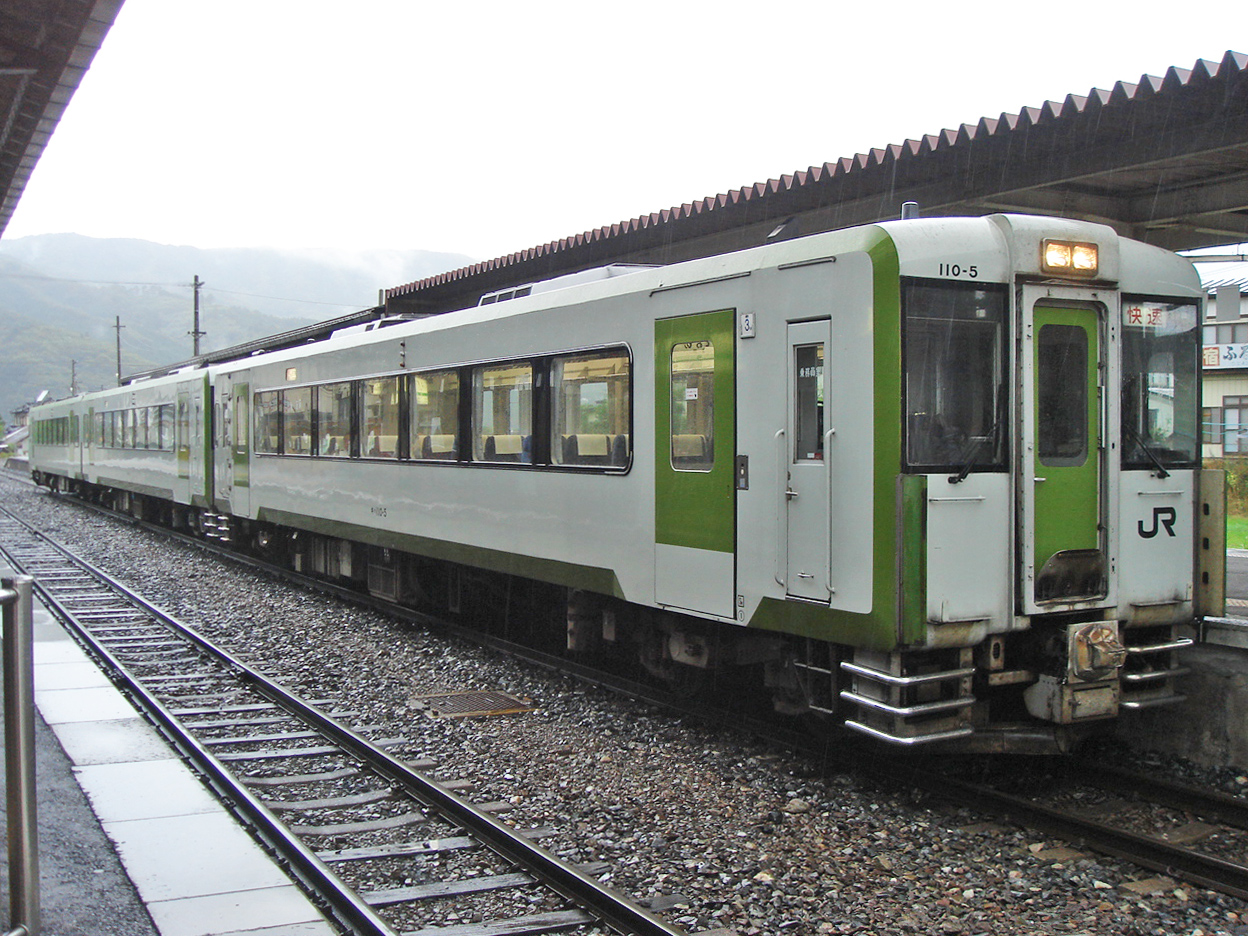
キハ110系
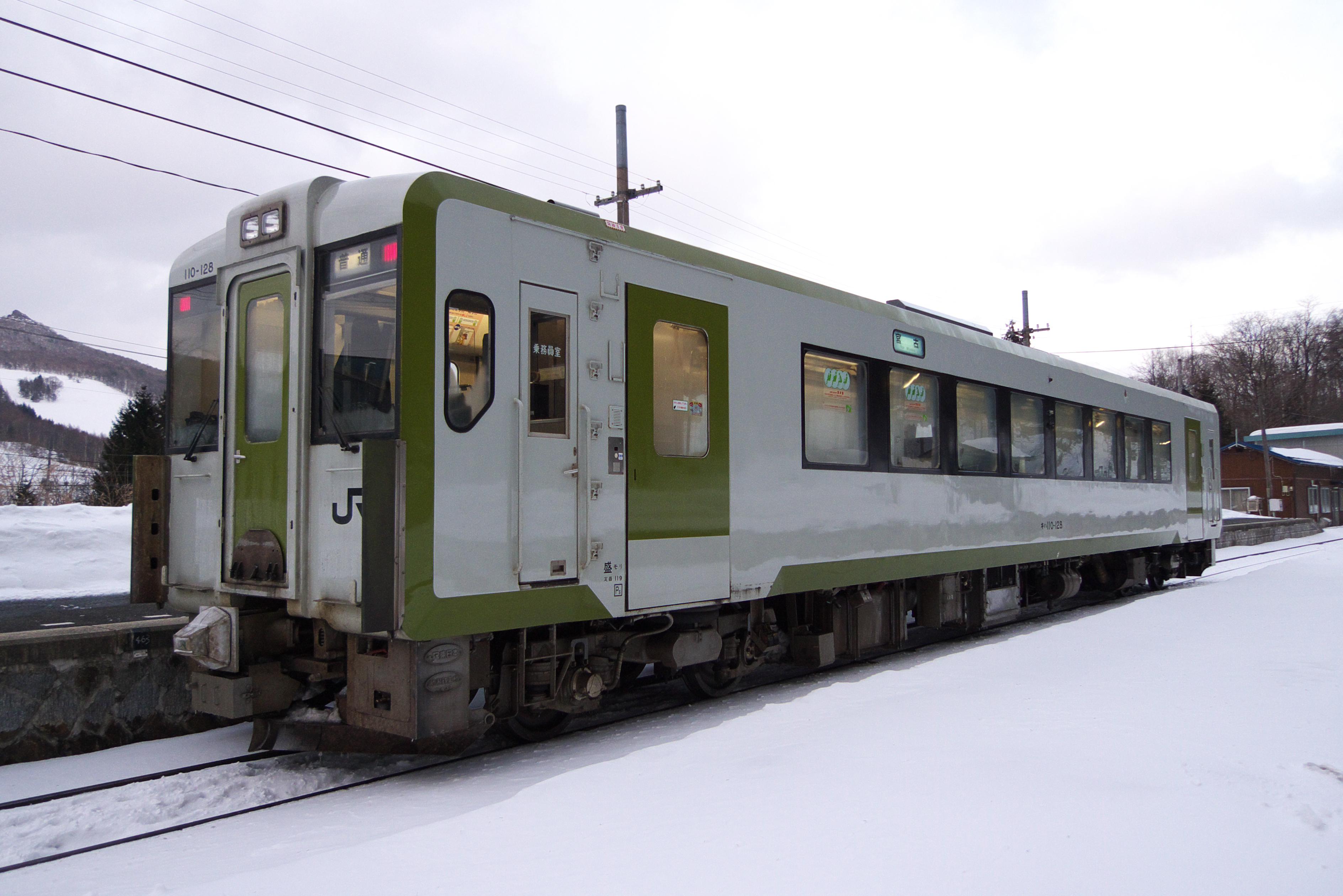
キハ110系100番台
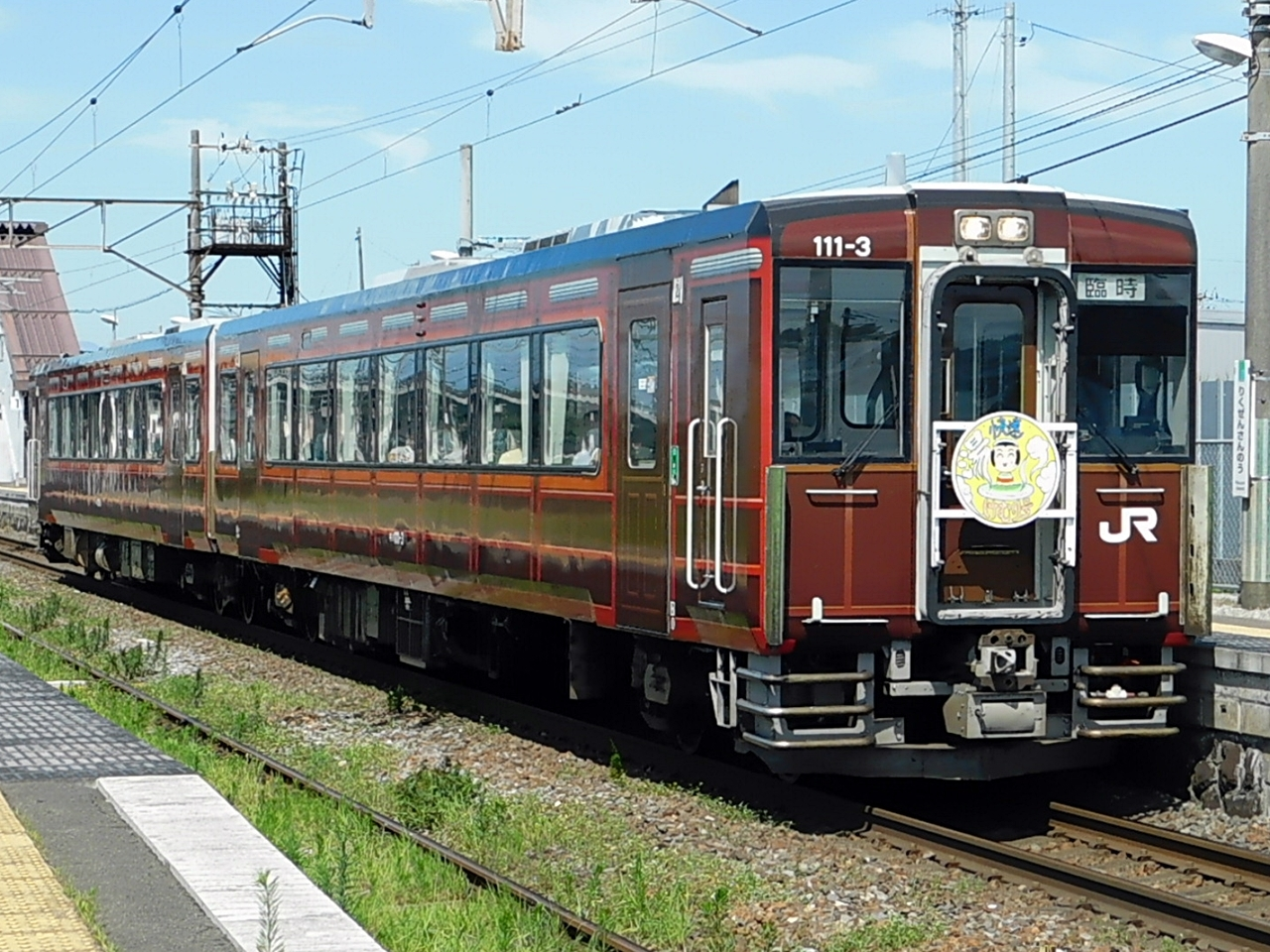
キハ110系「レトロラッピング車両」
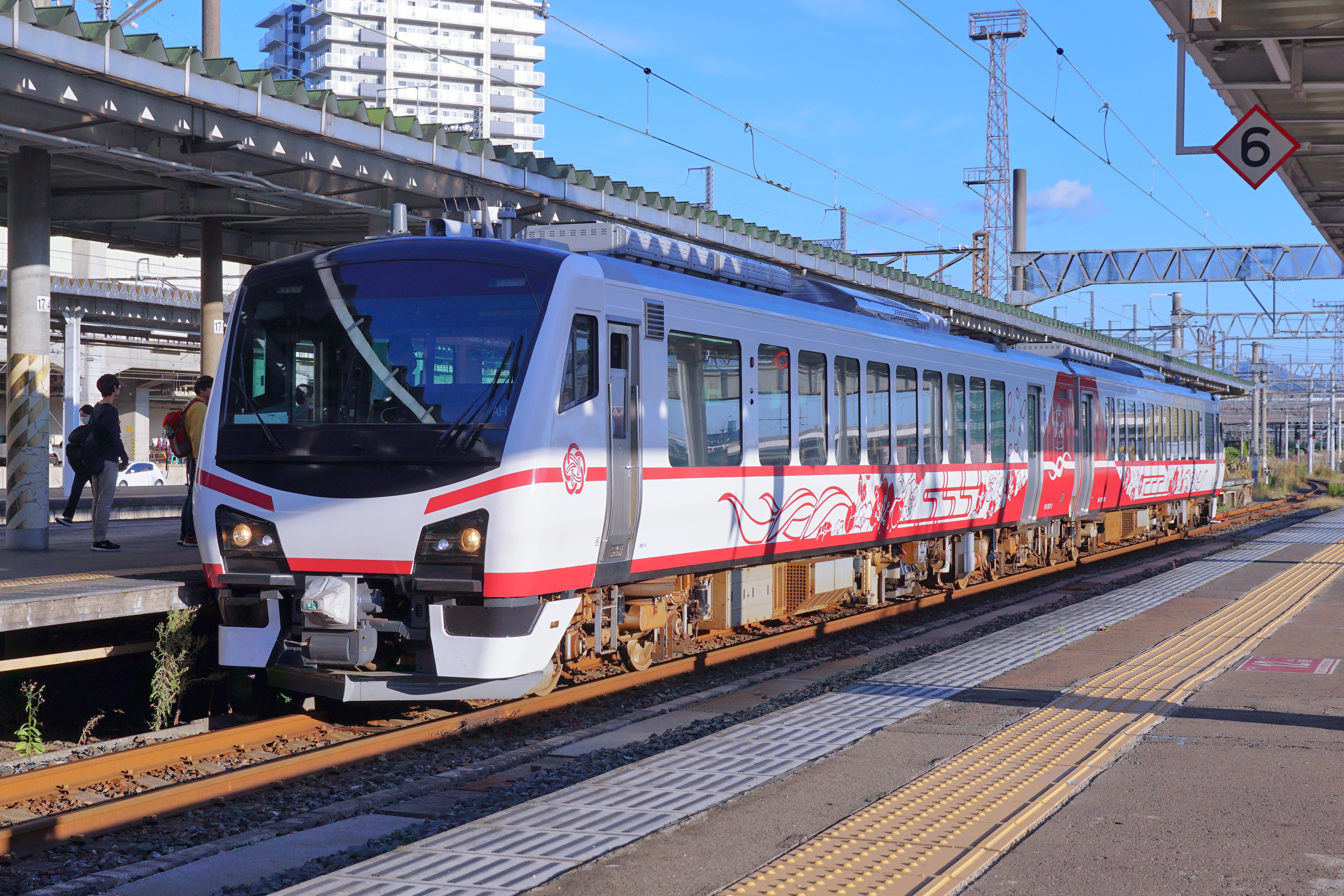
HB-E300系「ひなび（陽旅)」

### 一ノ関派出所

#### 気動車
キハ100系気動車（22両）
- 0番台22両が配置されている。
- 大船渡線、北上線、東北本線（一ノ関 - 北上間）で運用される。
- 2011年（平成23年）3月11日、東北地方太平洋沖地震による津波で、大船渡線大船渡 - 下船渡間で地震により停車していた2両（キハ100-30・38）が冠水[27][28]、廃車となった。
- キハ100-1・3の2両が内外装ともにポケットモンスターのキャラクターを装飾したPOKÉMON with YOU トレインに改造され[29]、2012年（平成24年）12月22日から（ただし28日までは事前招待客のみが対象）臨時快速「ポケモントレイン気仙沼号」として大船渡線の一ノ関 - 気仙沼間で運行を開始した[30]。
- 2024年7月3日付けでキハ100-39がひたちなか海浜鉄道へ譲渡された[17]。

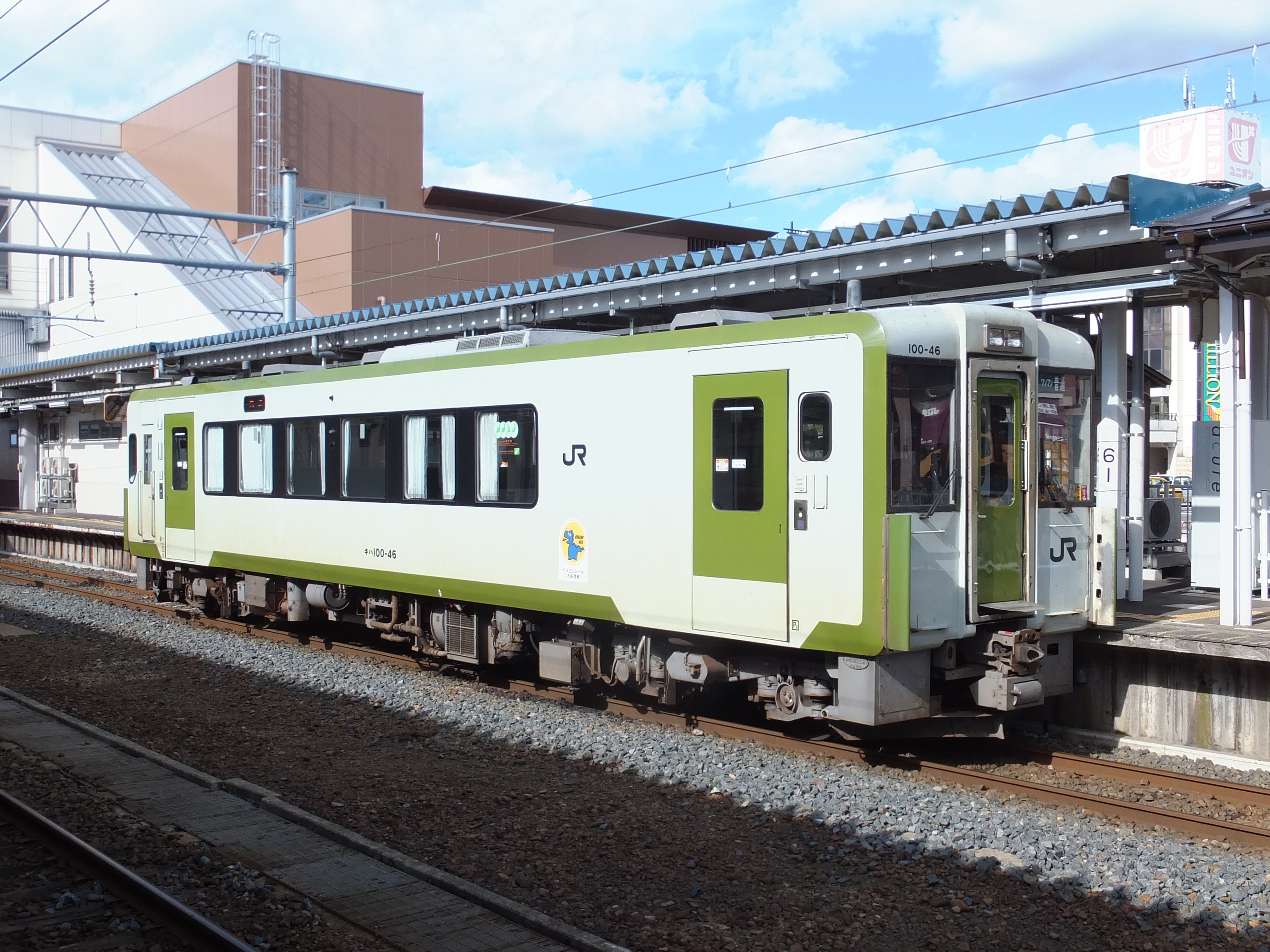
キハ100系
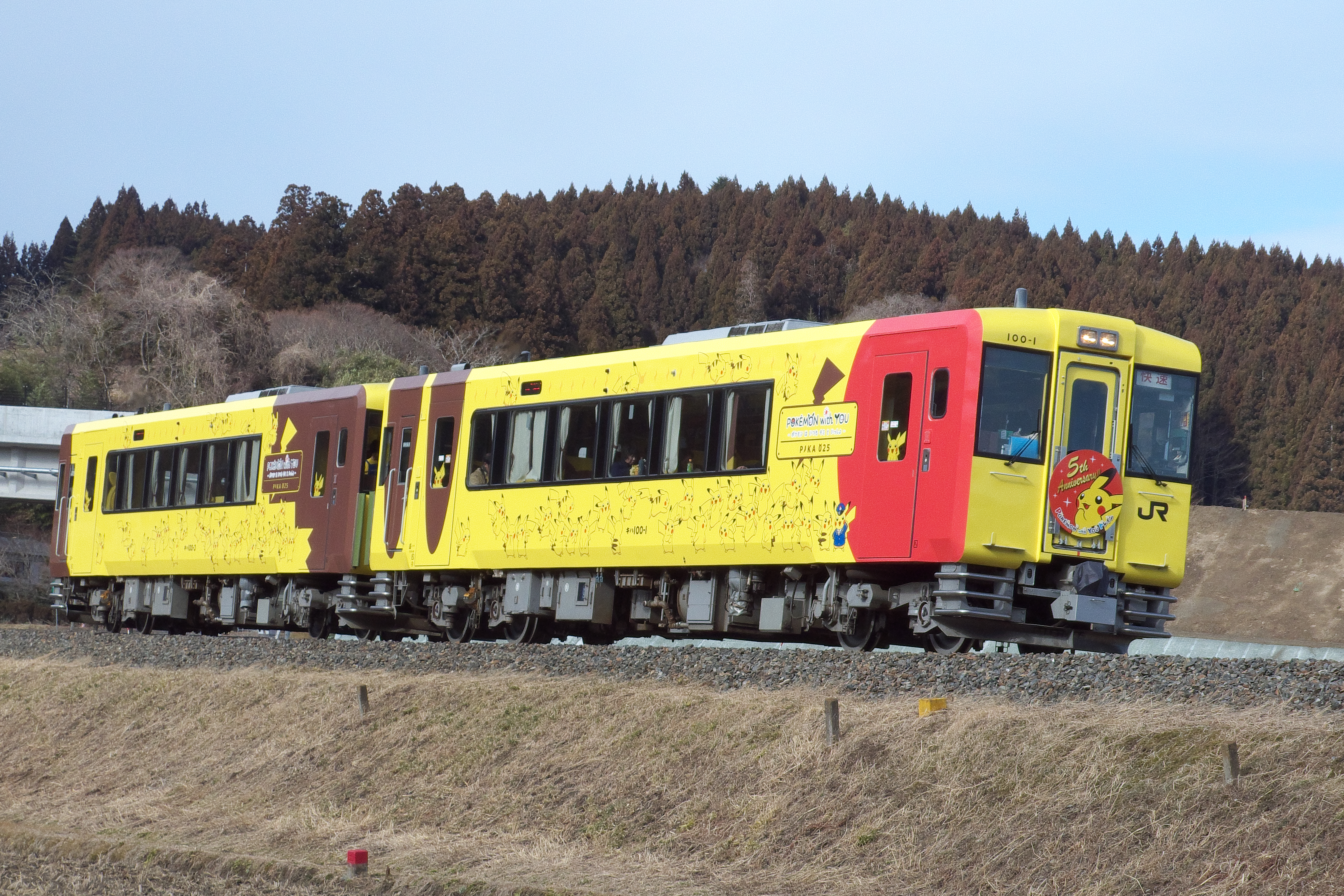
キハ100系「POKÉMON with YOU トレイン」

### 八戸派出所

#### 気動車
キハE130系気動車（18両）
- 2017年（平成29年）12月2日に運行を開始した。キハE130形500番台、キハE131形500番台、キハE132形500番台がそれぞれ6両ずつ配置されている。
- 2両編成6本とキハE130形6両で構成される。
- 八戸線で運用されている。
- 津波避難対策として、すべての車両に避難用はしごが設置されている。
- キハE131形とキハE132形は常時連結した2両編成で運用される。
- キハE130形は2両連結して運用されるほか、3両編成での運用時にキハE131形とキハE132形に増結するかたちでも運用される。

キハ100系気動車（7両）
- 0番台2両、200番台5両の計7両が配置されている。
- 快速「しもきた」と大湊線の普通列車で運用されている。
- 0番台の2両はともに盛岡車両センター（本所）から転入している。2010年（平成22年）12月4日のダイヤ改正での大湊線の編成増強と大湊 - 八戸間直通列車増発のためキハ100-21が2010年11月下旬に転入した。さらに2014年3月15日のダイヤ改正での大湊線の快速「しもきた」（八戸 - 大湊間）を1往復増発および多客期増結対応によりキハ100-20が転入した。

キハ110系気動車（3両）
- キハ110形700番台、キクシ112形700番台、キハ111形700番台の計3両が配置されている。
- 「TOHOKU EMOTION」として、主に八戸線（八戸 - 久慈間）で団体専用列車（びゅう旅行商品・旅行会社のパック旅行等）扱いで運用されている。

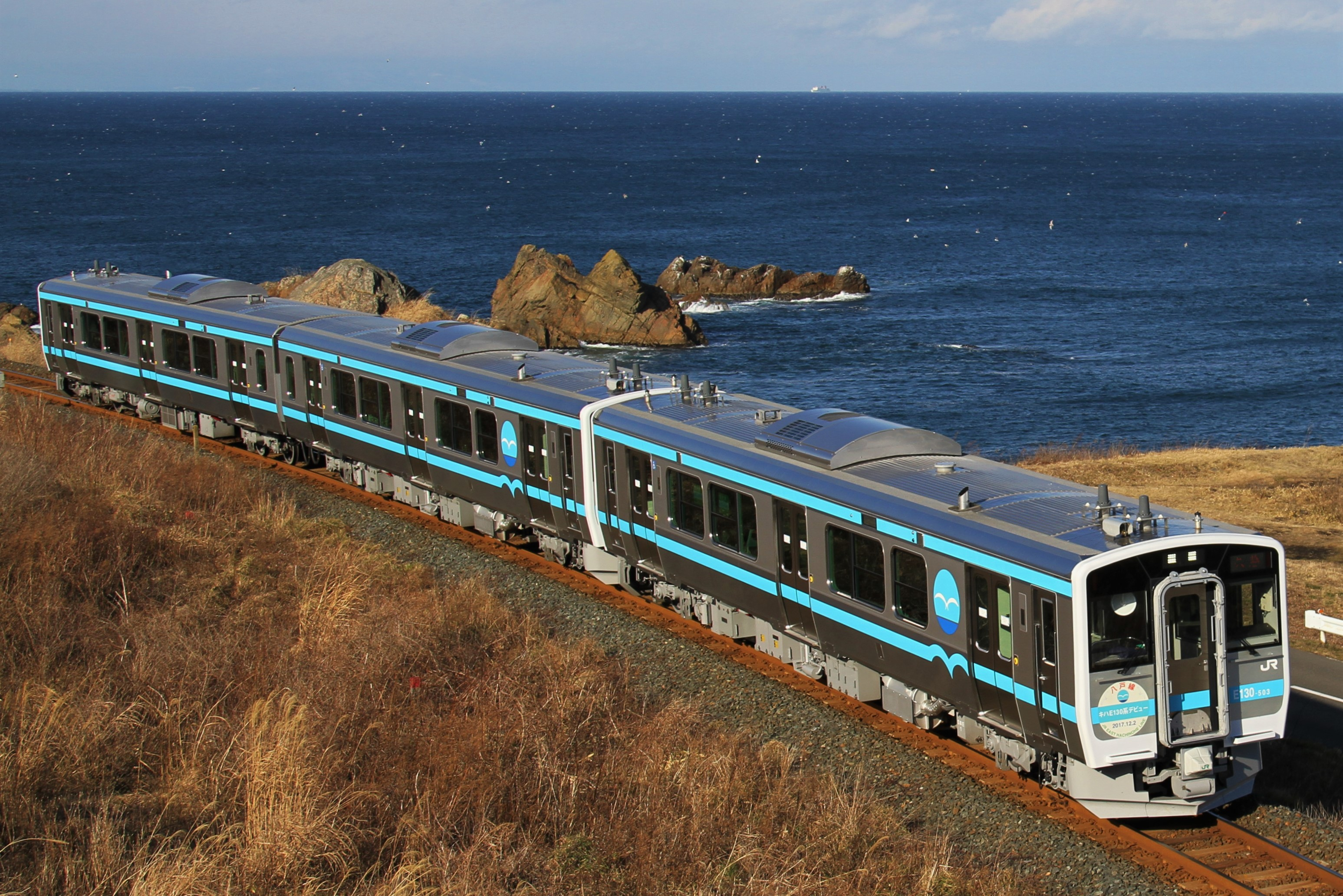
キハE130系500番台
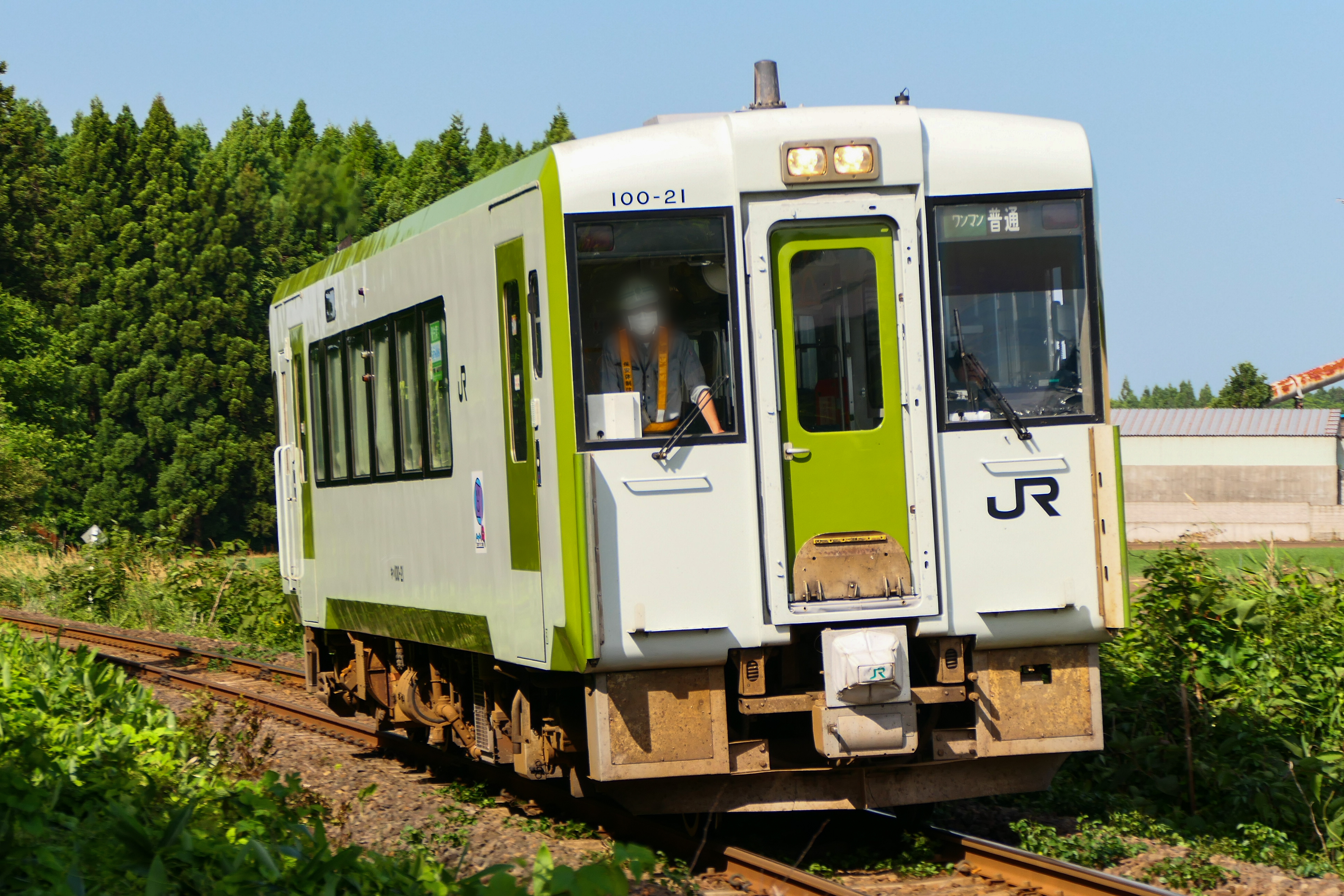
キハ100系
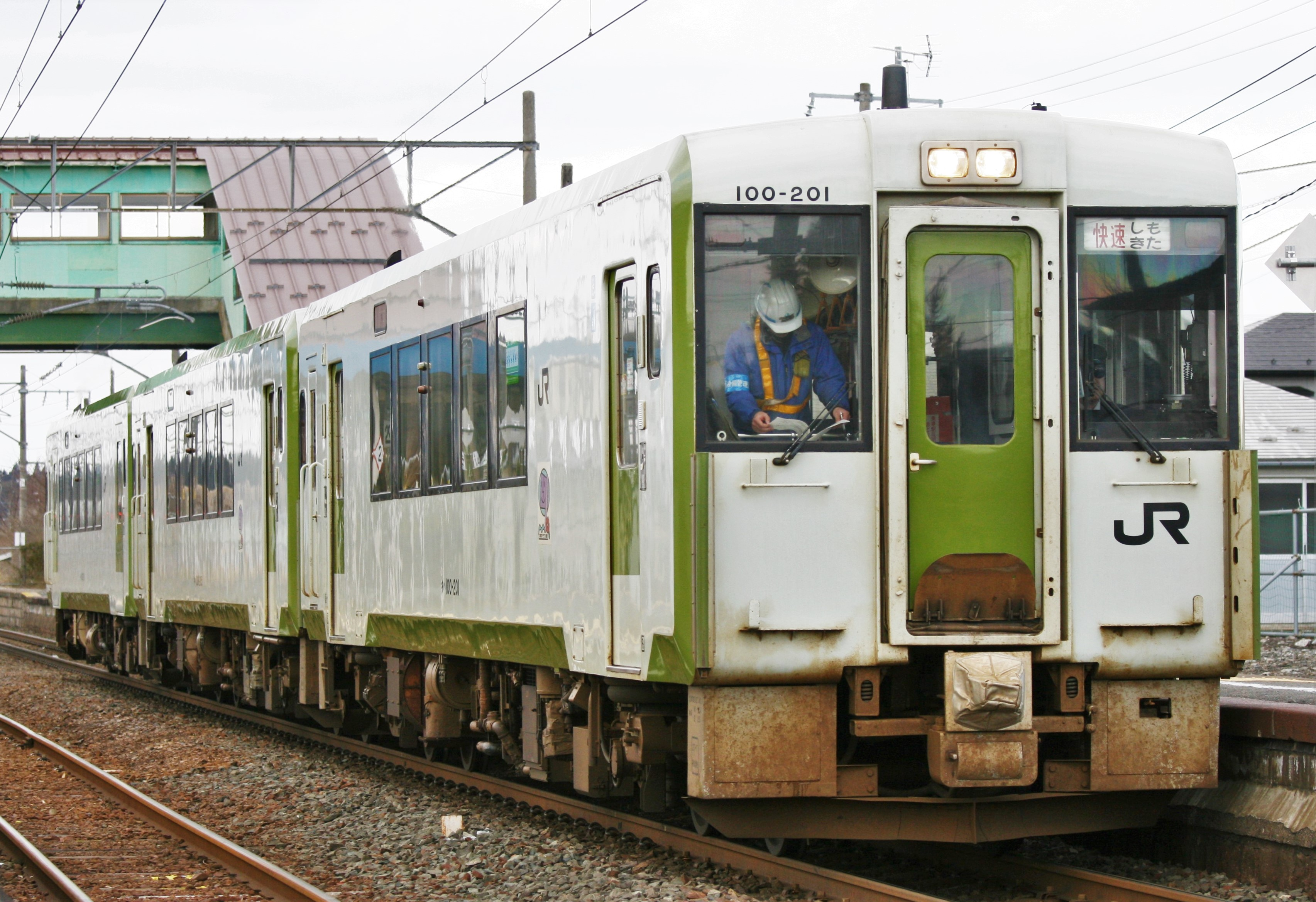
キハ100系200番台
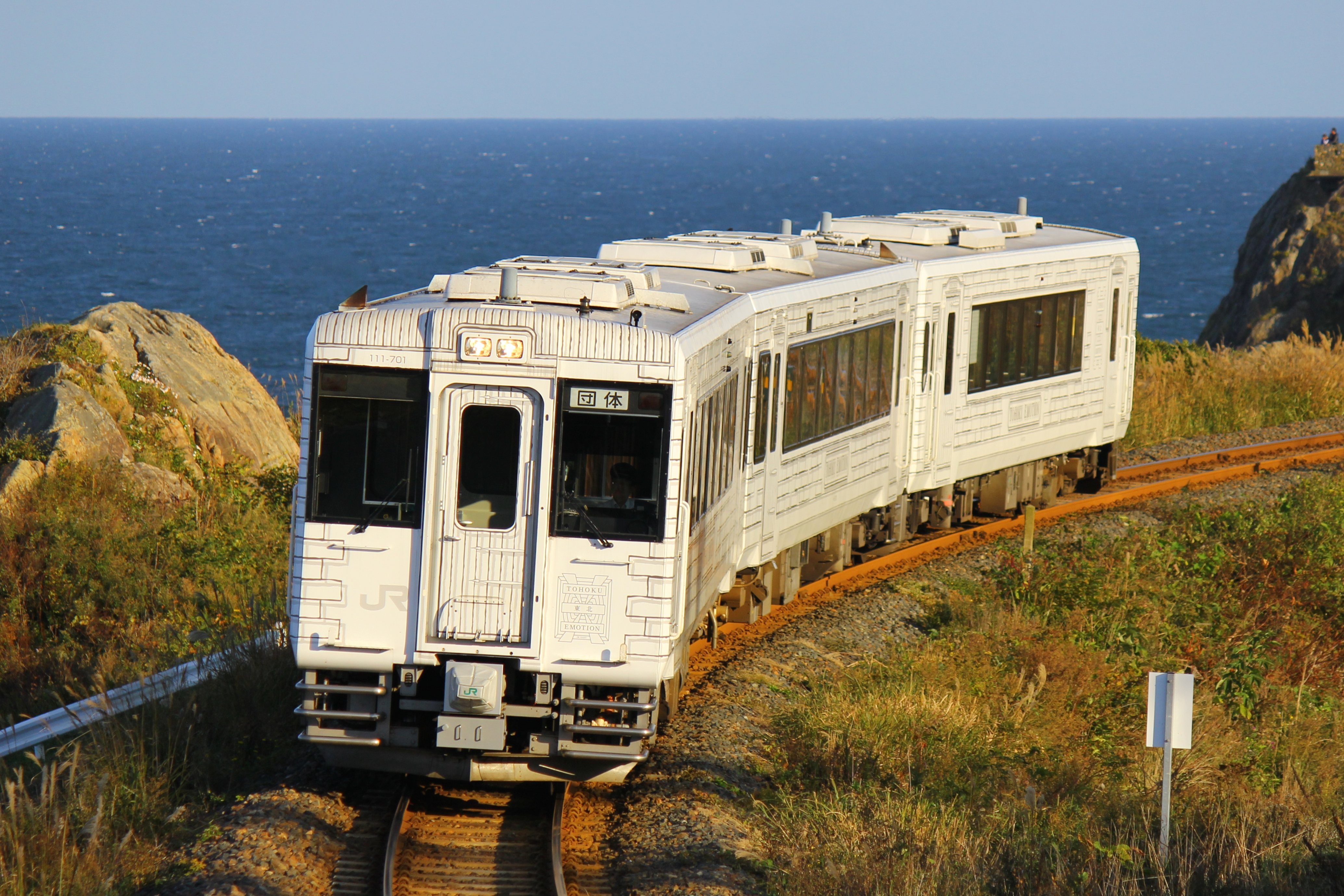
キハ110系「TOHOKU EMOTION」

### 過去の配置車両

#### 蒸気機関車
C58形蒸気機関車（1両）
- C58 239が所属。
- 観光列車「SL銀河」牽引機関車として、2014年1月に配置された。詳細については上記の項目を参照。
- 盛岡運輸区に隣接した当センター管轄下のSL検修庫を拠点としている。
- 2023年に運行を終了し、配置終了となった。

485系電車（青森派出所：22両）
- 新製から経年36 - 39年の車両であり、青森派出所の転属分については「白鳥」運用離脱後において老朽化により廃車予定となっていた[31]。
- 2016年12月6日付でA8編成とMM'ユニット1組2両を廃車[32][33]。配置は6両編成3本（A1・A5・A6編成）とMM'ユニット2組4両の計22両となっていた[34]。
- 2018年（平成30年）10月10日付でモハ484-3047, 3062・モハ485-3047, 3062（A1, A5編成のMM'ユニット2組4両）が廃車となった[35][36][38]。
- 2018年11月2日付でA5編成残り4両および増結用MM'ユニット1組2両（モハ485・モハ484-3081）が、同年12月7日付にA1編成残り4両および増結用MM'ユニット1組2両（モハ485・モハ484-3049）が廃車扱いされている。検査期限が残っていたために「白鳥」運用離脱後も留置していた[35]。
- 2019年（平成31年）1月22日にA6編成6両が廃車扱いとなっている[39]。したがって、青森派出所22両は2018年度に全廃となった[40]。

485系電車「ジパング」編成
- ジョイフルトレイン「ジパング」用の700番台2両と3000番台2両の計4両が配置されていた。
- 2021年10月10日の運転をもって引退し、同月14日に除籍された。

キハ58系気動車（一般用）
- 一般形のキハ58形17両と訓練車キヤ28 1が配置されていた。一般形は末期には花輪線・山田線盛岡 - 宮古間・東北本線日詰 - 盛岡間といわて銀河鉄道線盛岡 - 好摩間で運用されていたが、キハ110系列の投入に伴い花輪線・東北本線・いわて銀河鉄道線からは2007年3月18日ダイヤ改正で、山田線からは同年11月24日をもってそれぞれ撤退し定期運用が消滅した。キハ100系完全置き換え前は釜石線、山田線釜石 - 宮古間および三陸鉄道北リアス線でも運用され、1994年（平成6年）12月のダイヤ改正までは東北本線北上 - 盛岡間、1996年（平成8年）3月のダイヤ改正までは田沢湖線、2002年（平成14年）12月のダイヤ改正までは東北本線（現・いわて銀河鉄道線）好摩 - 沼宮内間でも運用されていた。花輪線・山田線へのキハ110系列投入によって、2006年度中に15両、2007年度中に4両がそれぞれ廃車され、ジョイフルトレイン「Kenji」とキハ58 75を除いた同センターのキハ58系は全廃となった。
- 2007年度まで残存していた車両については、すべて車体更新・近郊化工事（車端部座席のロングシート化）が施工されていた。
- 最後まで保留車ながら車籍を残していたキハ58 75も、2020年11月30日付で廃車され全廃となった[19]。

キハ58系気動車「Kenji」編成
- 臨時・団体列車で運用されていたジョイフルトレイン「Kenji」3両編成（キハ58-650, 1505、キハ28-2010）が配置されていた。
- JR線で営業運転に使用されたキハ58系列の車両としては最後の編成。2018年9月8日の団体臨時列車運用をもって引退。同年9月25日に秋田車両センター（現・秋田総合車両センター南秋田センター）へと自力回送され[41]、翌26日に廃車となった[42][43]。

キハ52形気動車
- 17両が配置されていた。末期は、花輪線・山田線盛岡 - 宮古間・岩泉線・東北本線日詰 - 盛岡間といわて銀河鉄道線盛岡 - 好摩間で運用されていたが、キハ58系と同様にキハ110系列の投入に伴い花輪線・東北本線・いわて銀河鉄道線からは2007年3月18日ダイヤ改正で、山田線と岩泉線からは2007年11月24日をもってそれぞれ撤退し定期運用が消滅した。過去には山田線釜石 - 宮古間や東北本線北上 - 沼宮内間でも運用されていた。前述のキハ110系列の転入で2006年度中に5両、2007年度中に12両が廃車され全廃となった。

キハ22形気動車
キハ40系気動車
- 東北本線北上 - 沼宮内間と田沢湖線で主に運用されていた。

ソ80形貨車
- 事故救援用としてソ91が配置されていた。塗装は緑色で2001年（平成13年）に廃車。JRが保有する最後のソ80形であった。

チキ6000形貨車
- レール輸送用長物車。4両が配置されていたが、2014年5月30日付で廃車された[44]。

12系客車
- 座席車が波動輸送用に配置されていた。

50系客車
- 東北本線一ノ関 - 青森間と八戸線八戸 - 鮫間で運用されていた。1993年（平成5年）12月のダイヤ改正で八戸線から撤退、1994年12月のダイヤ改正で東北本線盛岡以南は701系に置き換え、1996年3月のダイヤ改正で東北本線盛岡以北も701系に置き換えられた。スユニ50-2018も配置されていたが、2020年1月8日付で廃車された[18]。

EF81形電気機関車
- 青森車両センターとの統合により当区へ転属となったEF81 137の1両が所属していたが、同年6月4日付で廃車扱いになり全廃となった[33][45]。

キハ141系気動車（4両）
- 2023年4月1日時点ではキハ142形1両、キハ143形1両、キサハ144形2両の計4両が配置されている。
- 「SL銀河」用の客車として、JR北海道より購入した車両。釜石線区間（特に岩手上郷 - 陸中大橋間）はSLの動力のみで客車を牽引するのに難があるため、補助動力として気動車である当系列が選択されている。詳細については当該系列の記事を参照。
- 2023年6月11日の「SL銀河」最終運転をもって引退し[46]、同月20日に除籍された[47]。

ホキ800形貨車
- バラスト輸送・散布用ホッパ車。
- 2022年8月20日付で9両が廃車された[48]。
- 残る6両も2024年8月28日付けで廃車された[16]。

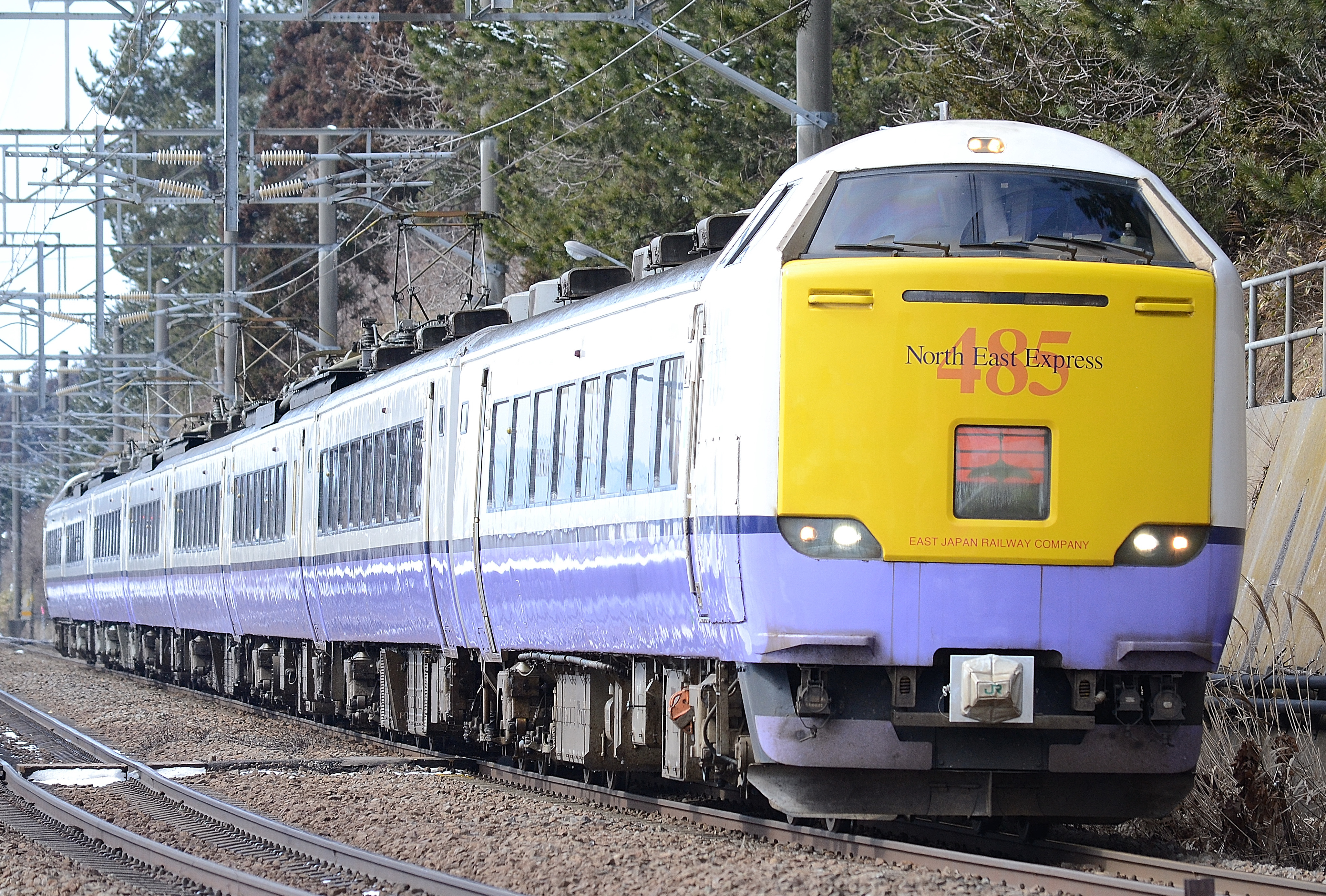
485系3000番台
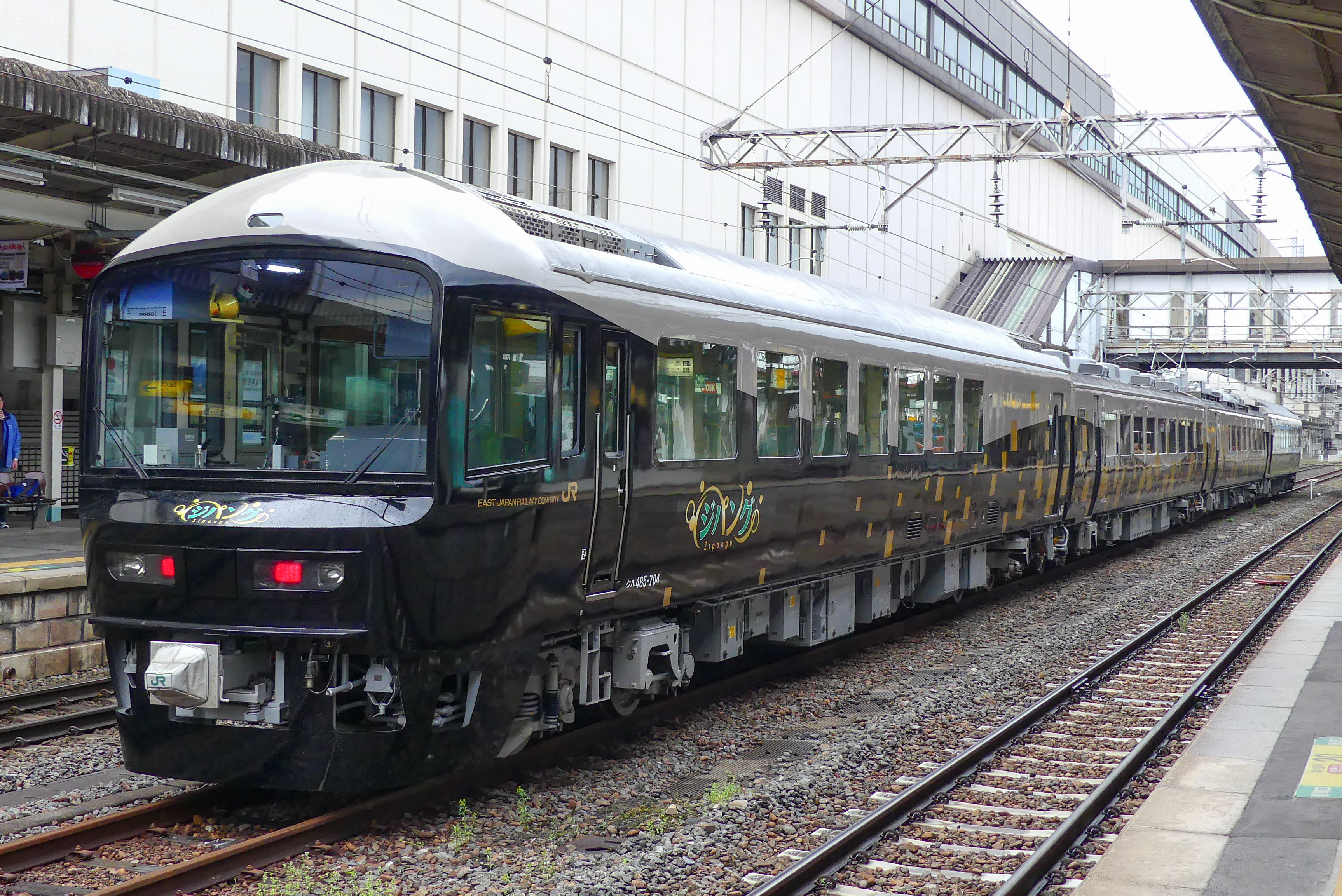
485系「ジパング」
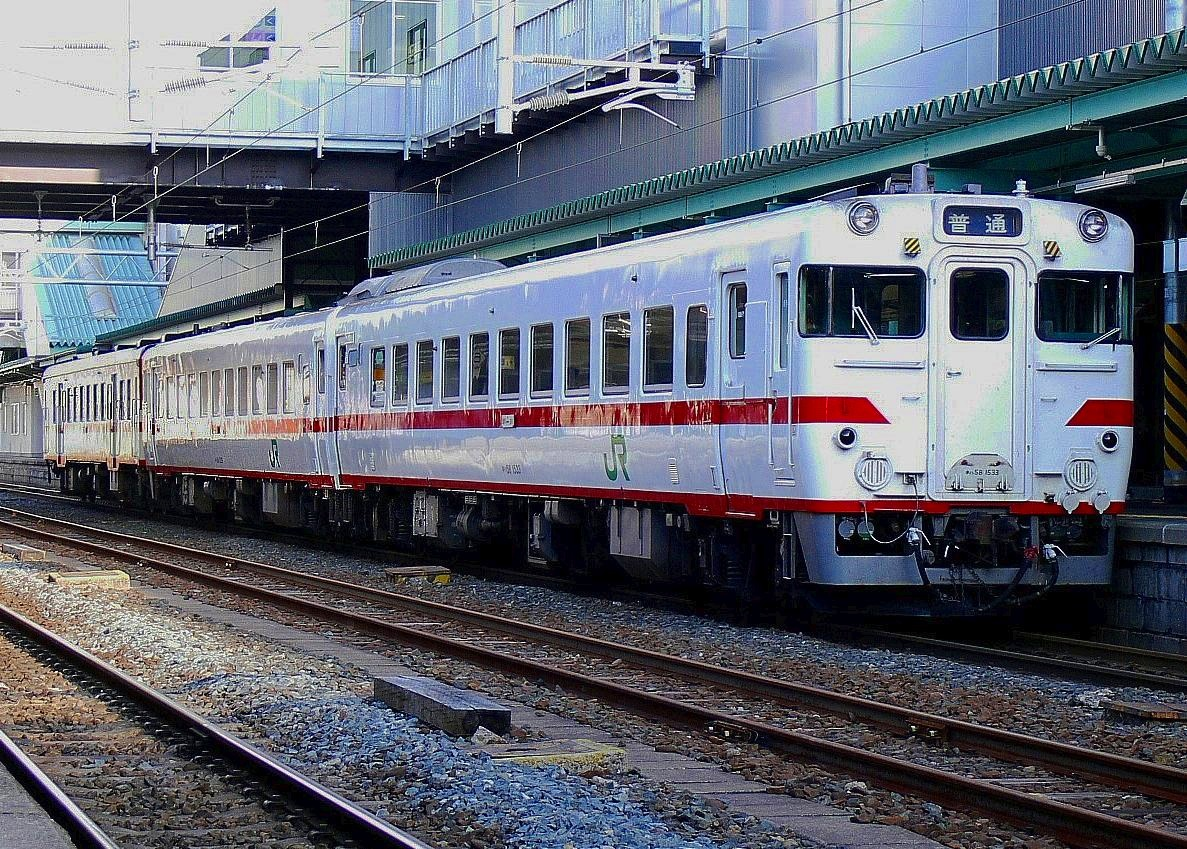
キハ58系
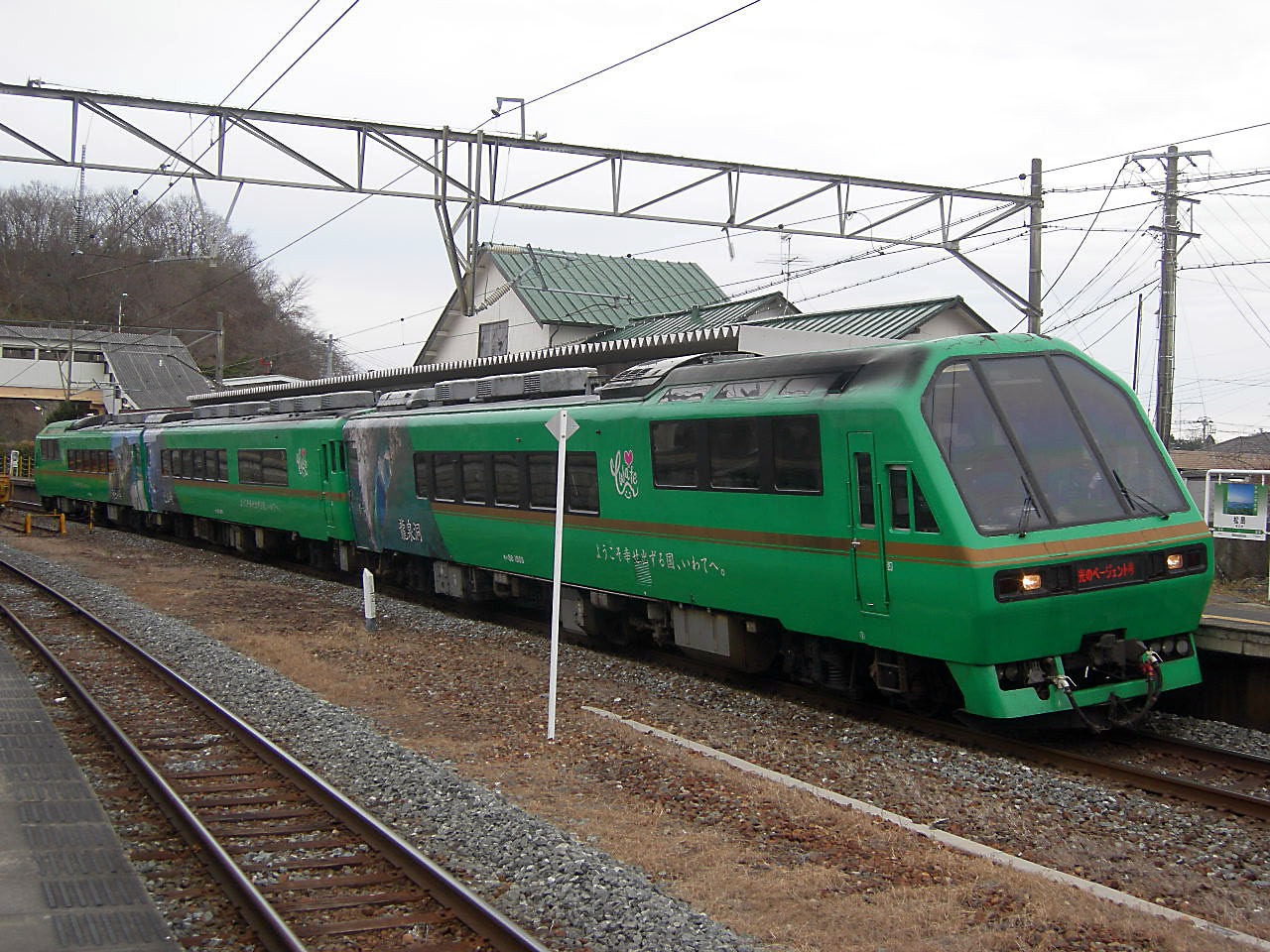
キハ58系「Kenji」
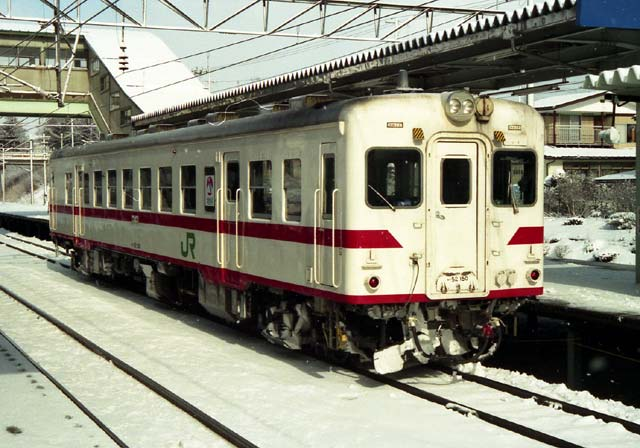
キハ52系
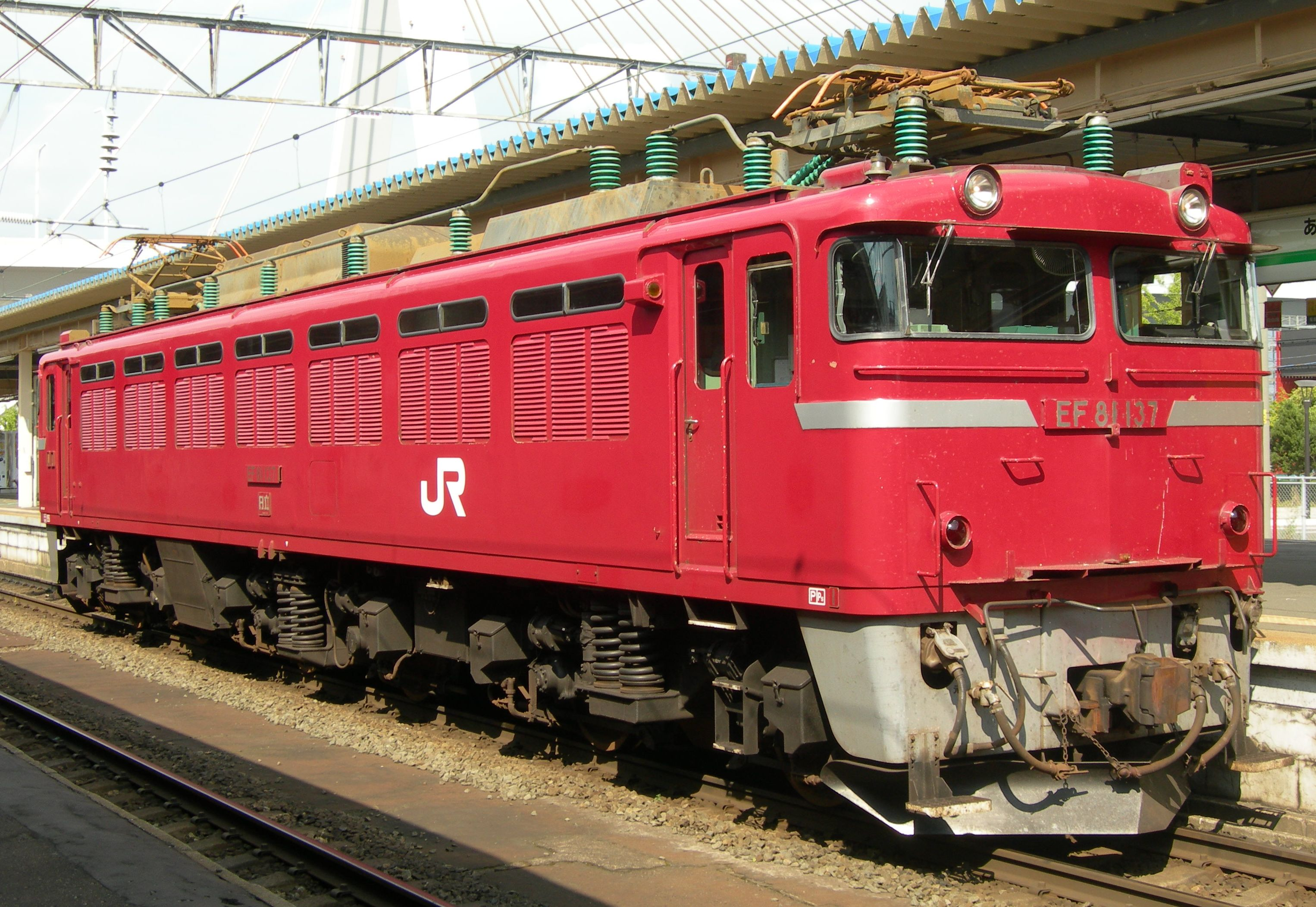
EF81 137
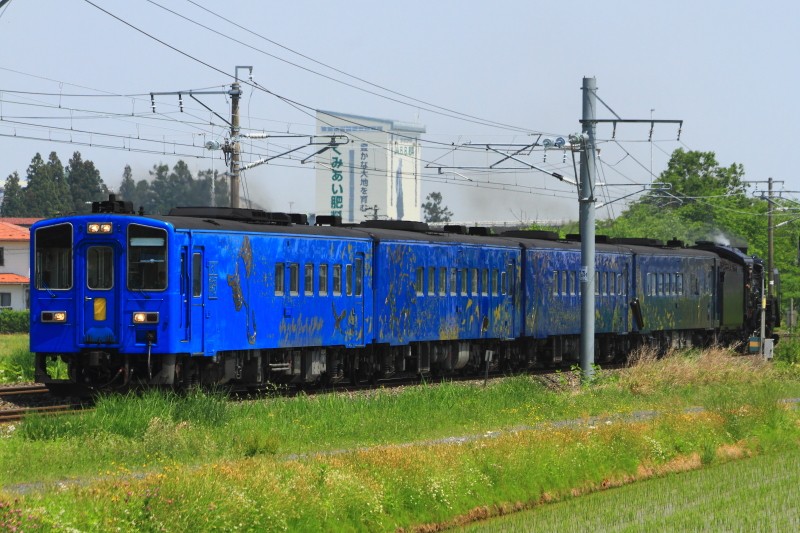
キハ141系
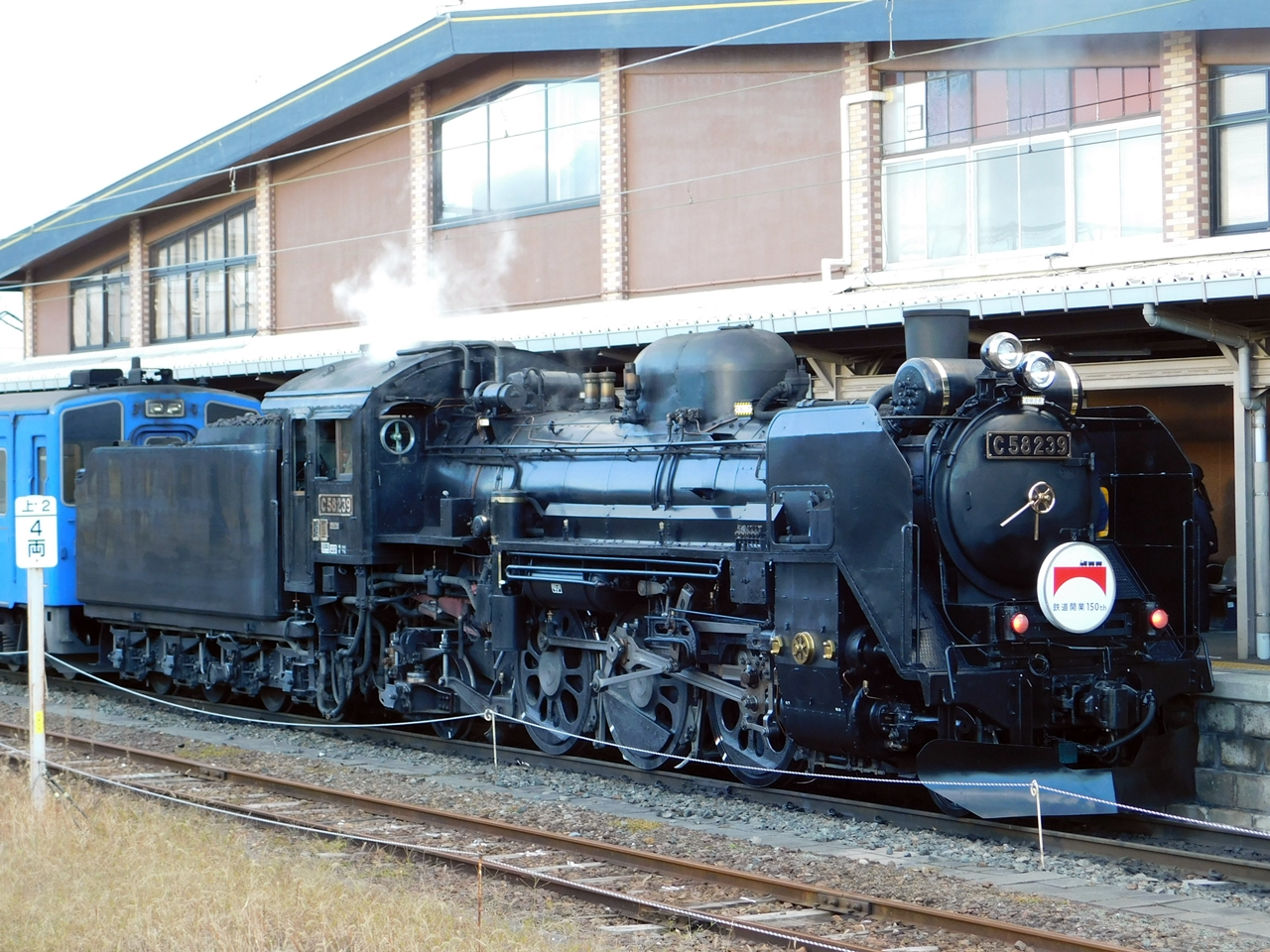
C58形239号機

## その他エピソード
盛岡 - 当センター間の入出庫線は当初は複線であったが、西側の線路が秋田新幹線用地に転用され現在は単線となっている。駅区境界を過ぎ当センターに入ったところで複線となる。複線区間の西側線路が「引上線」、東側線路が「授受線」と名称があるがいずれも運転方向を限定せず出入庫が可能なため、臨機応変に使用されている（出区時間が近接している2車両が両線路に並列で出区待ちをする等）。その後線路は扇形に分かれ、西からIGR運輸管理所の電化単線、気動車を留置する非電化の線路群、電車を留置する電化の線路群、検修庫（電化）へと進んでいく。当センター構内のポイント扱いは大半が手動扱いであり、同センター社員および同センターより業務を受託しているJR盛岡鉄道サービス盛岡運転営業所の入換担当者がポイントの転換操作を実施している。
盛岡駅0 - 7番線の線路はすべて当センターへの出入区が可能な配線となっており、入区時は各番線から渡り線 - 入出庫線を経て授受線または引上線へ、出区時はその逆の順に線路を走行する。授受線および引上線に入線した車両は走行方向を問わず一旦停止が必須であるが、出庫車は同時に列車交換（IGR上下本線の通過待ちおよび入区車の到着待ち）を行う場合がある。このため途中にある境田川原踏切は、IGR線上下線と当センター授受線・引上線の合わせて4本の線路を渡る関係上、他の踏切より遮断時間が長く警報機の鳴る頻度も多い（踏切内は大型車通行禁止、乗用車のすれ違い不可）。このため歩行者・自転車は南側にある地下道を利用するよう案内されている。
また「SL銀河」運行開始に先立ち2014年1月、SLを収容するための検修庫が供用開始された。所在地は盛岡駅の南西に位置する盛岡市盛岡駅西通2丁目で、盛岡運輸区に隣接した土地であるが、検修庫周辺は当センターの管轄下とされた。転車台も備え付けられており、これは旧盛岡機関区の扇形機関庫で使用され、機関庫が解体された後もその場に放置されていたものを復活させている。